# Dichrogaster pallens
Dichrogaster pallens là một loài tò vò trong họ Ichneumonidae.